# 都市世界
都市世界は、川上稔による各小説シリーズの舞台である架空の世界。

## 概要
都市世界とは、FORTH、AHEAD、EDGE、GENESIS、OBSTACLEと呼ばれる時代を経て、滅亡と発展を繰り返した先のCITYという世界、さらにそこから発展したLINKSという世界。またはそこに至るまでを含めた世界観全体のことである。
作者の小説シリーズの多くはこの世界観の上に成り立っている。

## 世界の成り立ち
最初に、CITY（都市世界）の基礎となる時代、FORTH、AHEAD、EDGE、GENESISの各時代が存在した。これらはまとめて基礎世界と呼ばれ、繋がった一つの連続した時代でもある。その後、GENESIS末期に基礎世界は滅びることとなり、安定した世界を模索して世界の再構築と崩壊が繰り返されたOBSTACLEと呼ばれた時代となる。この繰り返しを経て出来上がった、これまでで最も滅びに強い世界が、都市世界と呼ばれるCITYである。が、滅びそうになったため、滅びを止めるために動いた結果、東京大解放という滅んだけれども存続している状態LINKSとなった。

### FORTH（前望の時代）
全体としては概ね個性が薄く平和だった時代。この時代の技術を旧技術と呼ぶ。世界が無個性であるが故に、個人重視となっていた。簡潔に言えば、（作品内ではない）現実の現在の世界。
- この時代の作品
  - 連射王

### AHEAD（前進の時代）
基礎世界が、元々この世界に無かった技術により変容していった時代。その技術とは、例えば二足歩行の大型人型機械や異族の存在、人体改造技術など。しかしその技術はまた借り物の状態であり、自らの技術とするための研究が進められた。なお、CITY時代での研究ではその技術の由来は謎とされているが、この時代の最初期を描いた終わりのクロニクルにて由来が明らかになっている。
- この時代の作品
  - 翼
  - 終わりのクロニクル

### EDGE（大先端の時代）
AHEAD時代の技術を自らのものとして行った時代。また、この時代では人類は地球を出て外宇宙へと進出している。原因はある星系による内乱といわれているが、詳しくは分かっていない。さらにこの時代ではAHEAD後期に発見された流体と呼ばれる新しい燃料が実用化されている。
- この時代の作品
  - 神々のいない星で（カクヨム連載）

### GENESIS（大基盤の時代）
人類が地球に戻ってきた時代。旧技術の大半が使用できなくなり、それ以降の時代の技術が主流となる。これにより、完全にそれらの技術がこの世界のものとして定着した。最終的にEDGE末期の時代を終える契機となった戦争が再発し、基礎世界は滅びを迎える。
- この時代の作品
  - 境界線上のホライゾン

### OBSTACLE（大障壁時代）
基礎世界をベースに様々な要素が追加されたり削られたりした世界が無数の構築と崩壊を繰り返した時代。そのそれぞれの世界が基礎世界と同程度の歴史を持っている。
発表された順に記載。
- この時代の作品
  - OBSTACLE OVERTURE
  - 激突のヘクセンナハト

### CITY（都市の時代）
基礎世界とOBSTACLEにあった全ての技術が集約された時代。これまで世界自体に組み込まれていた世界保護の機能が無く、滅びを世界の住人が自ら討つようになった自己責任の時代でもある。そのせいで何度も世界滅亡寸前の事態が起きているが、そのたびに住人（主に竜を従える女性と隻腕の男性の二人組である事が多いようだ）の力によってなんとか滅亡は回避されている。
- この時代の作品
  - 都市シリーズ

### LINKS
今までの時代の集大成。滅びたけれども継続しているとなった世界。
- この時代の作品
  - 無明の騎士
  - ファン学